# Keffing Dioubaté
Pour les articles homonymes, voir Dioubaté.
Keffing Dioubaté, né le 28 novembre 1975 à Kankan en Guinée, est un footballeur international guinéen évoluant au poste de milieu de terrain,.

## Biographie

### En club
Dioubaté joue dans des clubs tels que la réserve du Paris Saint-Germain, le Stade briochin, l'Amiens SC, le Montauban FC, le Limoges Foot 87, la JA Isle et le Limoges FC. 
Il dispute un total de 41 matchs en Division 2, inscrivant un but. Il inscrit son seul et unique but dans ce championnat le 2 octobre 1996, avec le club de Saint-Brieuc, lors de la réception de l'équipe de Charleville (victoire 4-1).
En 2010, il met un terme à sa carrière.

### En équipe nationale
Keffing Dioubaté reçoit cinq sélections en équipe de Guinée, pour un but inscrit. 
Il fait ses débuts en équipe nationale le 4 janvier 1998, en amical contre le Togo (victoire 1-0). Il inscrit son seul et unique but avec la Guinée le 31 janvier 1998, en amical contre la Tunisie (défaite 4-1).
La même année, il se voit retenu afin de participer à la Coupe d'Afrique des nations organisée au Burkina Faso. Lors de cette CAN, il joue trois matchs, contre l'Algérie (victoire 0-1), le Cameroun (2-2), et enfin le Togo (défaite 2-0).